# مؤشر الأنواع المعرضة لخطر المبيدات

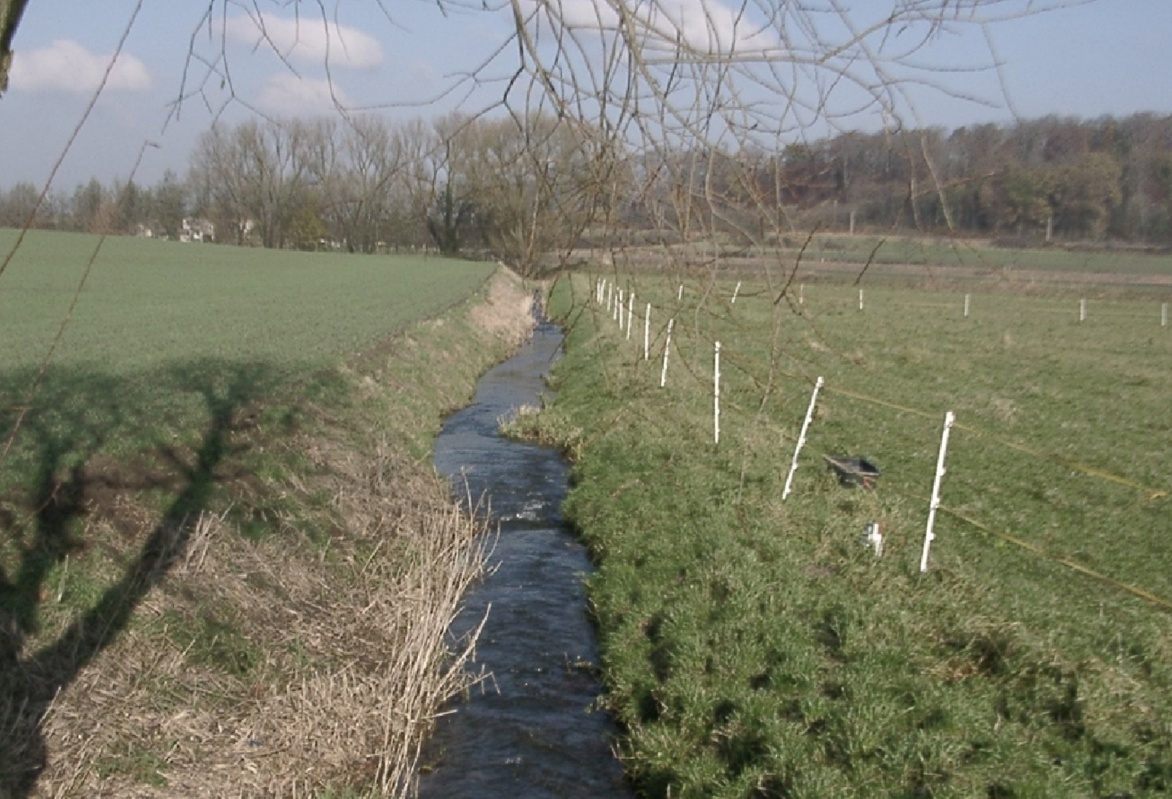
الشكل القياسي للبيئة الزراعية الطبيعية

مؤشر الأنواع المعرضة لخطر المبيدات هو مؤشر حيوي لنظام قائم على خصائص التدفقات التي تربط التلوث الذي تحدثه مبيدات الآفات كميًا بتكوين مجتمعات اللافقاريات. يستخدم هذا النهج سمات الأنواع التي تميز المتطلبات البيئية التي يفرضها التلوث مبيدات الآفات في المياه الجارية، لذا يكون هذا المؤشر شديد الدقة ويتأثر بشكل طفيف بالعوامل البيئية الأخرى. يرتبط نهج الأنواع المعرضة لخطر المبيدات بفئات الجودة في الإطار التوجيهي للمياه في الاتحاد الأوروبي.

## لمحة تاريخية
طُور مؤشر الأنواع المعرضة لخطر مبيدات الآفات لأول مرة في وسط ألمانيا، ثم حُدث، وطُبق على مزيد من مبيدات الآفات للتحقق من مدى صحتها للتدفقات المائية والأشكال المتوسطة من الحياة في جميع أنحاء العالم، وأصبح يمثل أول نهج يقيس السموم البيئية لتحديد الآثار البيئية لمبيدات الآفات على مجتمعات اللافقاريات المائية في الدنمارك، وفنلندا، وفرنسا، وألمانيا، وسويسرا، وأستراليا، وروسيا، وفي العوالم الوسطية.